# Ágnes Szávay
Ágnes Szávay (Kiskunhalas, 29 december 1988) is een voormalig tennisspeelster uit Hongarije.

## Loopbaan
Szávay begon met tennissen toen ze zes jaar oud was. Ze werd toen gecoacht door haar ouders. Nadien waren József Bocskai en Zoltán Kuharszky haar coaches. Ze werd prof in 2004. Bij de junioren won ze Roland Garros in 2005. Ze won dat jaar ook het dubbelspel tijdens dit grandslamtoernooi en op Wimbledon, beide met Viktoryja Azarenka.
Szávay won haar eerste WTA-toernooi in Palermo op 22 juli 2007. In die finale versloeg ze de Duitse Martina Müller met 6-0 en 6-1. Ze won in totaal vijf WTA-toernooien in het enkelspel.
In het dubbelspel speelde zij regelmatig met Michaëlla Krajicek. Ze won in totaal twee toernooien, beide echter met andere partners.
Op 7 februari 2013 besliste zij om als gevolg van blijvende rugproblemen een punt te zetten achter haar tenniscarrière.

## Posities op deWTA-ranglijst
Positie per einde seizoen:
| jaar | rang enkelspel | rang dubbelspel |
| ---- | -------------- | --------------- |
| 2004 | 378            | 275             |
| 2005 | 181            | 95              |
| 2006 | 207            | 104             |
| 2007 | 20             | 26              |
| 2008 | 28             | 64              |
| 2009 | 40             | 90              |
| 2010 | 37             | 57              |
| 2011 | 256            | 237             |
| 2012 | 1025           | –               |

## Palmares
| Legenda                | Legenda                  |
| ---------------------- | ------------------------ |
| Grandslamtoernooi      |                          |
| Olympische Spelen      |                          |
| Year-End Championships |                          |
| tot 2009               | 2009 – 2020 / vanaf 2021 |
| Tier I                 | Premier Mandatory        |
| Tier II                | Premier Five / WTA 1000  |
| Tier III               | Premier / WTA 500        |
| Tier IV & V            | International / WTA 250  |
|                        | Challenger / WTA 125     |

### WTA-finaleplaatsen enkelspel
| nr.              | datum      | toernooi      | ondergrond | tegenstandster             | score          |         |
| ---------------- | ---------- | ------------- | ---------- | -------------------------- | -------------- | ------- |
| gewonnen finales |            |               |            |                            |                |         |
| 1.               | 2007-07-16 | WTA Palermo   | gravel     | Martina Müller             | 6-0, 6-1       | details |
| 2.               | 2007-09-17 | WTA Peking    | hardcourt  | Jelena Janković            | 6-7, 7-5, 6-2  | details |
| 3.               | 2009-07-12 | WTA Boedapest | gravel     | Patty Schnyder             | 2-6, 6-4, 6-2  | details |
| 4.               | 2010-07-11 | WTA Boedapest | gravel     | Patty Schnyder             | 6-2, 6-4       | details |
| 5.               | 2010-07-18 | WTA Praag     | gravel     | Barbora Záhlavová-Strýcová | 6-2, 1-6, 6-2  | details |
| verloren finales |            |               |            |                            |                |         |
| 1.               | 2007-08-20 | WTA New Haven | hardcourt  | Svetlana Koeznetsova       | 6-4, 0-3, opg. | details |
| 2.               | 2008-02-10 | WTA Parijs    | hardcourt  | Anna Tsjakvetadze          | 3-6, 6-2, 2-6  | details |

### WTA-finaleplaatsen dubbelspel
| nr.              | datum      | toernooi        | ondergrond | partner            | tegenstandsters                     | score    |         |
| ---------------- | ---------- | --------------- | ---------- | ------------------ | ----------------------------------- | -------- | ------- |
| gewonnen finales |            |                 |            |                    |                                     |          |         |
| 1.               | 2007-04-23 | WTA Boedapest   | gravel     | Vladimíra Uhlířová | Martina Müller Gabriela Navrátilová | 7-5, 6-2 | details |
| 2.               | 2007-12-31 | WTA Gold Coast  | hardcourt  | Dinara Safina      | Yan Zi Zheng Jie                    | 6-1, 6-2 | details |
| verloren finales |            |                 |            |                    |                                     |          |         |
| 1.               | 2004-04-26 | WTA Boedapest   | gravel     | Virág Németh       | Petra Mandula Barbara Schett        | 3-6, 2-6 | details |
| 2.               | 2005-10-24 | WTA Hasselt     | hardcourt  | Michaëlla Krajicek | Émilie Loit Katarina Srebotnik      | 3-6, 4-6 | details |
| 3.               | 2006-02-20 | WTA Bogota      | gravel     | Jasmin Wöhr        | Gisela Dulko Flavia Pennetta        | 6-7, 1-6 | details |
| 4.               | 2007-02-26 | WTA Doha        | hardcourt  | Vladimíra Uhlířová | Martina Hingis Maria Kirilenko      | 1-6, 1-6 | details |
| 5.               | 2007-07-23 | WTA Bad Gastein | gravel     | Vladimíra Uhlířová | Lucie Hradecká Renata Voráčová      | 3-6, 5-7 | details |
| 6.               | 2010-07-18 | WTA Praag       | gravel     | Monica Niculescu   | Timea Bacsinszky Tathiana Garbin    | 5-7, 6-7 | details |

### Gewonnen ITF-toernooien enkelspel
| nr. | datum      | toernooi | ondergrond | tegenstandster in finale | score         |
| --- | ---------- | -------- | ---------- | ------------------------ | ------------- |
| 1.  | 2004-09-20 | Ciampino | gravel     | Stefania Boffa           | 6-0, 6-2      |
| 2.  | 2006-10-17 | Houston  | hardcourt  | Bethanie Mattek          | 2-6, 6-4, 6-1 |
| 3.  | 2007-05-14 | Zagreb   | gravel     | Nika Ožegović            | 6-0, 7-6      |

### Gewonnen ITF-toernooien dubbelspel
| nr. | datum      | toernooi | ondergrond | partner             | tegenstandsters in finale           | score    |
| --- | ---------- | -------- | ---------- | ------------------- | ----------------------------------- | -------- |
| 1.  | 2005-04-05 | Dinan    | gravel     | Michaëlla Krajicek  | Joelija Bejhelzymer Sandra Klösel   | 7-5, 7-5 |
| 2.  | 2006-07-17 | Vittel   | gravel     | Joelija Bejhelzymer | Mădălina Gojnea Jekaterina Makarova | 6-2, 7-5 |
| 3.  | 2007-05-16 | Zagreb   | gravel     | Emma Laine          | Klaudia Jans Alicja Rosolska        | 6-1, 6-2 |

## Resultaten grandslamtoernooien
| Legenda | Legenda                          |
| ------- | -------------------------------- |
| g.t.    | geen toernooi gehouden           |
| l.c.    | lagere categorie                 |
| –       | niet deelgenomen                 |
| G       | uitgeschakeld in de groepsfase   |
| 1R      | uitgeschakeld in de eerste ronde |
| 2R      | uitgeschakeld in de tweede ronde |
| 3R      | uitgeschakeld in de derde ronde  |
| 4R      | uitgeschakeld in de vierde ronde |
| KF      | uitgeschakeld in de kwartfinale  |
| HF      | uitgeschakeld in de halve finale |
| F       | de finale verloren               |
| W       | het toernooi gewonnen            |
| w-v     | winst/verlies-balans             |

### Enkelspel
| Toernooi                         | 2007 | 2008 | 2009 | 2010 | 2011 | 2012 | w-v    |
| -------------------------------- | ---- | ---- | ---- | ---- | ---- | ---- | ------ |
| Grandslamtoernooien              |      |      |      |      |      |      |        |
| Australian Open                  | –    | 1R   | 1R   | 2R   | –    | –    | 1-3    |
| Roland Garros                    | 2R   | 3R   | 4R   | 2R   | 1R   | –    | 7-5    |
| Wimbledon                        | 2R   | 4R   | 1R   | 1R   | –    | –    | 4-4    |
| US Open                          | KF   | 2R   | 1R   | 2R   | –    | 1R   | 6-5    |
| winst-verlies                    | 6-3  | 6-4  | 3-4  | 3-4  | 0-1  | 0-1  | 18-17  |
| Premier Mandatory & Premier Five |      |      |      |      |      |      |        |
| Dubai                            | l.c. | l.c. | 1R   | –    | –    | –    | 0-1    |
| Indian Wells                     | –    | –    | 4R   | 3R   | 2R   | –    | 6-3    |
| Miami                            | –    | 2R   | 4R   | 3R   | 2R   | –    | 7-4    |
| Rome                             | –    | 2R   | 1R   | –    | –    | –    | 1-2    |
| Madrid                           | g.t. | g.t. | KF   | 1R   | 2R   | –    | 4-3    |
| Cincinnati                       | l.c. | l.c. | 2R   | –    | –    | –    | 1-1    |
| Montreal/Toronto                 | –    | –    | 2R   | 3R   | –    | –    | 3-2    |
| Tokio                            | –    | 1R   | 1R   | 1R   | –    | –    | 0-3    |
| Peking                           | l.c. | l.c. | 1R   | 1R   | –    | –    | 0-2    |
| Voormalige Tier I toernooien     |      |      |      |      |      |      |        |
| Charleston                       | –    | KF   | l.c. | l.c. | l.c. | l.c. | 1-3    |
| Moskou                           | –    | –    | l.c. | l.c. | l.c. | l.c. | 0-0    |
| Doha                             | l.c. | –    | g.t. | g.t. | g.t. | g.t. | 0-0    |
| Berlijn                          | –    | KF   | g.t. | g.t. | g.t. | g.t. | 3-1    |
| San Diego                        | –    | g.t. | g.t. | g.t. | g.t. | g.t. | 0-0    |
| Zürich                           | –    | l.c. | g.t. | g.t. | g.t. | g.t. | 0-0    |
| Olympische Spelen                |      |      |      |      |      |      |        |
| Olympische Spelen                | g.t. | 1R   | g.t. | g.t. | g.t. | 1R   | 0-2    |
| Statistieken                     |      |      |      |      |      |      |        |
| titels per jaar                  | 2    | 0    | 1    | 2    | 0    | 0    | 5      |
| eindejaarsranking                | 20   | 28   | 40   | 37   | 256  | 1025 | n.v.t. |

N.B. "g.t." = geen toernooi, "l.c." = lagere categorie

### Vrouwendubbelspel
| Toernooi            | 2006 | 2007 | 2008 | 2009 | 2010 | 2011 | 2012 | w-v    |
| ------------------- | ---- | ---- | ---- | ---- | ---- | ---- | ---- | ------ |
| Grandslamtoernooien |      |      |      |      |      |      |      |        |
| Australian Open     | 3R   | 2R   | 1R   | 3R   | 2R   | –    | –    | 6-5    |
| Roland Garros       | 1R   | 3R   | 3R   | 2R   | 2R   | 2R   | –    | 7-6    |
| Wimbledon           | –    | 2R   | 3R   | 1R   | KF   | –    | –    | 6-4    |
| US Open             | –    | HF   | –    | 2R   | 1R   | –    | 1R   | 5-4    |
| winst-verlies       | 2-2  | 8-4  | 4-3  | 4-4  | 5-4  | 1-1  | 0-1  | 24-19  |
| Statistieken        |      |      |      |      |      |      |      |        |
| titels per jaar     | 0    | 2    | 0    | 0    | 0    | 0    | 0    | 2      |
| eindejaarsranking   | 104  | 26   | 64   | 90   | 57   | 237  | –    | n.v.t. |